# Starojurjewo
Starojurjewo (russisch Старою́рьево) ist ein Dorf (selo) in der Oblast Tambow in Russland mit 6144 Einwohnern (Stand 14. Oktober 2010).

## Geographie
Der Ort liegt gut 80 km Luftlinie nordwestlich des Oblastverwaltungszentrums Tambow. Er befindet sich am Lesnoi Woronesch, dem rechten Quellfluss des Woronesch, in den dort von links das Flüsschen Schuschpanka mündet.
Starojurjewo ist Verwaltungszentrum des Rajons Starojurjewski sowie Sitz der Landgemeinde (selskoje posselenije) Starojurjewski selsowet, zu der noch die Siedlung Rybsowchow („Fischerei-Sowchos“) „Schuschpanski“ ohne ständige Einwohner gehört, knapp 6 km nördlich an der Schuschpanskoje-Talsperre der Schuschpanka gelegen.

## Geschichte
Der Ort wurde unter dem Namen Jurjewo 1643 im Zusammenhang mit der Errichtung des dort vorbeiführenden sogenannten „Tatarenwalls“ gegründet, in diesem Abschnitt offiziell als „Koslower Wachtlinie“ bezeichnet. Dies war eine der Verhaulinien, die Zentralrussland vor Einfällen der Krimtataren und Nogaier schützen sollten.
Ab 1779 gehörte das Dorf zum Ujesd Koslow (heute Mischurinsk) der Statthalterschaft, ab 1796 Gouvernement Tambow, wurde Sitz einer Wolost und lokal bedeutendes Handelszentrum. Nach Gründung des gut 10 km nordöstlich gelegenen Dorfes Nowoje Jurjewo (heute Nowojurjewo, „Neu-Jurjewo“) wurde der Ort in Staroje Jurjewo („Alt-Jurjewo“) umbenannt. Die verkürzte heutige Namensform, zunächst als Staro-Jurjewo, bürgerte sich im 20. Jahrhundert ein.
Am 10. Juli 1928 wurde der Ort Verwaltungssitz eines neu geschaffenen, nach ihm benannten Rajons.

### Bevölkerungsentwicklung
| Jahr | Einwohner |
| ---- | --------- |
| 1939 | 5884      |
| 1959 | 5622      |
| 1970 | 6898      |
| 1979 | 7631      |
| 1989 | 7722      |
| 2002 | 6886      |
| 2010 | 6144      |

Anmerkung: Volkszählungsdaten

## Verkehr
In Starojurjewo befindet sich der Bahnhof Staroje Jurjewo bei Kilometer 31 der 1895 eröffneten, in Perwomaiski (Station Bogojawlensk) an der Strecke Moskau – Rjasan – Woronesch abzweigenden Nebenstrecke nach Sosnowka (Station Tschelnowaja).
Durch das Dorf führt eine Regionalstraße, die der Bahnstrecke von der föderalen Fernstraße R22 Kaspi bei Perwomaisk bis Sosnowka folgt und wenig später die Regionalstraße Tambow – Schazk erreicht (ehemalige A143). In südlicher Richtung zweigt in Starojurjewo eine weitere Regionalstraße ab, die bei Mitschurinsk ebenfalls die R22 erreicht.